# Caracal (geslacht)
Caracal is een geslacht van zoogdieren uit de  familie van de katachtigen (Felidae). De wetenschappelijke naam van het geslacht werd in 1843 gepubliceerd door John Edward Gray.

## Soorten
Er worden twee soorten in dit geslacht geplaatst:
- Caracal auratus (Temminck, 1825) - Afrikaanse goudkat
- Caracal caracal (von Schreber, 1776) - Caracal